# Fabrizio Miccoli
Fabrizio Miccoli (* 27. Juni 1979 in Nardò (LE), Italien) ist ein ehemaliger italienischer Fußballnationalspieler, der zuletzt beim maltesischen Erstligisten FC Birkirkara unter Vertrag stand. Fabrizio Miccoli zeichnete sich vor allem durch seine Schnelligkeit und seine Schussstärke aus. Er spielte bevorzugt als hängende Spitze.

## Kindheit
Fabrizio Miccoli ist in Nardò geboren. Aufgewachsen ist er ebenfalls in seiner Geburtsstadt.

## Karriere

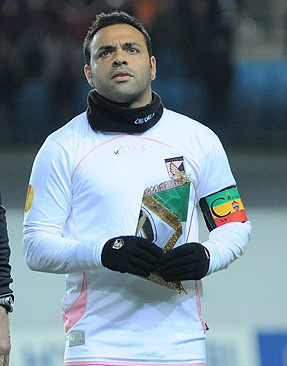
Miccoli 2010 im Trikot der US Palermo

### Im Verein
Fabrizio Miccoli sammelte bei Casarano Calcio in der Serie C1 seine ersten Erfahrungen als Profi. Im Jahr 1998 wechselte er zu Ternana Calcio in die Serie B, wo er Stammspieler war und aufgrund seiner guten Leistungen die Aufmerksamkeit der Späher italienischer Topklubs auf sich zog.
Schließlich sicherte sich Juventus Turin im Jahr 2002 die Dienste Talentes. Vorerst wurde Miccoli aber an die AC Perugia ausgeliehen. Dort überzeugte er sowohl als Torschütze als auch als Vorbereiter, so dass er in der folgenden Saison für Juventus Turin spielen durfte. Jedoch konnte er sich dort nicht nachhaltig gegen die Stürmerstars Alessandro Del Piero, David Trezeguet und Marco Di Vaio durchsetzen, so dass er zur Saison 2004/05 zum AC Florenz ging. Dort war Miccoli entscheidend daran beteiligt, dass sich der Verein in der Serie A halten konnte. Nach der Saison bot Juventus der Fiorentina Miccoli zum Kauf an, jedoch war er den Florentiner Offiziellen zu teuer. Für die Spielzeiten 2005/06 und 2006/07 war Fabrizio Miccoli an den portugiesischen Spitzenverein Benfica Lissabon ausgeliehen, mit dem er jeweils Dritter der Primeira Liga wurde. Bei Benfica Lissabon stieg er auch zum Publikumsliebling auf.
Zur Spielzeit 2007/08 kehrte Miccoli nach Italien zurück. Er löste seinen Vertrag bei den Turinern gänzlich auf und wechselte zur US Palermo. Im ersten Jahr für den sizilianischen Klub erzielte er in 22 Serie-A-Partien acht Tore. Seine bisher erfolgreichste Spielzeit war die Saison 2009/10, in der er 19 Tore erzielen konnte. Er erweckte auch das Interesse ausländischer Klub. Einer davon war Birmingham City, jedoch lehnte Miccoli dankend ab. Ein Jahr später hatte Miccoli in einer Pressekonferenz nach einem Spiel gegen die US Lecce den Verbleib in Palermo und das Ablehnen des Angebots mit folgenden Worten begründet: „Ich kann Palermo nicht verlassen, denn ich bin der Kapitän und ein Vorbild für meine Teamkollegen. Wenn ich Palermo hätte verlassen wollen, hätte ich es im Sommer getan und wäre nach Birmingham gewechselt. Da hätte ich mit einer Unterschrift ausgesorgt.“ Am 24. November 2012 erzielte Miccoli bei einem 3:1-Sieg gegen Catania Calcio sein 100. Serie-A-Tor.
Nach sechs Jahren und über 160 Spielen in Palermo wechselte Miccoli im Sommer 2013 zur US Lecce, von der er seit seiner Kindheit ein Fan ist.

### In der Nationalmannschaft
Fabrizio Miccoli absolvierte zehn Länderspiele für die U-18-Auswahl seines Landes, am 12. Februar 2003 debütierte er im Spiel gegen Portugal für die Italienische A-Nationalmannschaft, sein bisher letztes Länderspiel absolvierte er am 17. November 2004 gegen Finnland, bei dem er den Siegtreffer zum 1:0 erzielte.